# Stigmina cactivora
Stigmina cactivora är en svampart som först beskrevs av Petr. & Cif., och fick sitt nu gällande namn av M.B. Ellis 1963. Stigmina cactivora ingår i släktet Stigmina och familjen Mycosphaerellaceae.   Inga underarter finns listade i Catalogue of Life.